# Lütkenwisch
Lütkenwisch ist ein bewohnter Gemeindeteil der Gemeinde Lanz des Amtes Lenzen-Elbtalaue im Landkreis Prignitz in Brandenburg.

## Geografie
Das Dorf liegt vier Kilometer südsüdwestlich von Lanz und zehn Kilometer südöstlich von Lenzen, dem Sitz des Amtes Lenzen-Elbtalaue. Die meisten Gebäude liegen direkt am und auf dem Elbdeich. Auf dem Gebiet des Gemeindeteils befindet sich zudem der Wohnplatz Mittelhorst.
Die Gemarkung Lütkenwisch reicht im Norden an die Löcknitz, im Osten an die Landesstraße 121 und entlang der von dort abzweigenden Verbindungsstraße nach Mittelhorst, sowie im Süden und Westen an die Elbe. Die Nachbarorte sind Lanz im Norden, Mittelhorst und Jagel im Nordosten, Cumlosen und Müggendorf im Südosten, Klein Wanzer und Aulosen im Süden, Stresow und Gummern im Südwesten, Schnackenburg im Westen, sowie Wustrow im Nordwesten.

## Geschichte

### Das Elbdorf Lütkenwisch vor dem Dreißigjährigen Krieg
Die Ortschaft Lütkenwisch wird erstmals im Jahre 1502 urkundlich erwähnt. Damals sprachen die Bauern hierzulande und bis zur Ostseeküste hinauf noch durchweg niederdeutsch und nannten den Ort „tor lutken Wisch“, das heißt zur kleinen Wiese. Diese Bezeichnung wurde vermutlich schon vor der Dorfgründung für eine aus dem Wasser des Elbtals herausragende inselartige Erhöhung gebraucht, auf der sich Gräser und Kräuter angesiedelt hatten. Wie vielerorts nachweisbar, wurde auch hier die Bezeichnung der Örtlichkeit auf den neuen Wohnort übertragen. Die deutsche Besiedlung der Elbniederung, die sich über eine Breite von mehreren Kilometern bis zum Dorf Lanz hinzieht, war erst möglich nach der Eindeichung des Elbstroms, einer Arbeit vieler Generationen. Doch auch danach stand das eingedeichte Gebiet noch großenteils unter Wasser. Das erste Land auf der Feldmark Lütkenwisch sei die Planten Horst und die hohe Horst gewesen, wird 1524 berichtet. Der größte Teil der Feldmark konnte gar nicht oder nur in den Sommermonaten, wenn das Wasser sich zurückgezogen hatte, landwirtschaftlich genutzt werden.
Haupterwerbszweig der Lütkenwischer Bauern war die Viehwirtschaft. Man hielt Rinder und Pferde, aber nur wenige Schweine, weil tragfähige Eichen und Buchen, deren Früchte für die Schweinemast in freier Natur von Bedeutung waren, auf der Feldmark fehlten. Ackerbau wurde nur in sehr geringem Maß betrieben. Der Marschboden war zu nass und zu zäh, er ließ sich nur schwer mit Ackergeräten bearbeiten. Außerdem gab es keine befestigten Wege, auf denen mit Ernteprodukten beladene Pferdewagen hätten fahren können, ohne Gefahr zu laufen steckenzubleiben. In den vielen alten Elbarmen in der Niederung deckten die Lütkenwischer Bauern einen Teil ihres Nahrungsbedarfs mit der Fischerei. Am ergiebigsten scheint die sogenannte große Riete gewesen zu sein. Sie führte viel Wasser und war noch im 17. Jahrhundert so reich an Fischen, dass es sich für die Bauern lohnte, dort Fischwehre einzurichten und Reusenfischerei zu betreiben.
Vor 500 Jahren fanden dort mehr als zwei Dutzend Bauernfamilien ihr Auskommen. Im Jahre 1545 waren es 26 namentlich bekannte Bauern. Darunter befinden sich sieben Hüfner und 19 Kossäten. Die Hüfner hatten eine Hufe Land und sind etwa Vollbauern gleichzusetzen. Kossäten besaßen etwa halb so viel und wurden später teilweise als Halbbauern bezeichnet. Unabhängige Bauern waren die Lütkenwischer allerdings nicht, sondern Untertanen der Junker von Möllendorff, von Retzdorff und von Platen. Das Untertanenverhältnis wurde erst im 19. Jahrhundert durch Freikauf von Leistungen und Abgaben beendet.
Um 1800 gehörte der Ort zum Perlebergischen Kreis der Provinz Prignitz; ein Teil der Kurmark der Mark Brandenburg. In einer Beschreibung dieser Landschaft von 1804 wurde das Dorf mit 208 Einwohnern angegeben. Darunter waren ein Büdner, zwei Lehnschulzen, drei Einlieger, fünf Ganzbauern und 18 Kossäten. Darüber hinaus waren 45 Feuerstellen, guter Boden und 25 Morgen Holz vorhanden. Die Einwohner waren in Cumlosen eingepfarrt und der Adressort war Perleberg. Als Besitzer wurden die „Gevetter von Möllendorf“ genannt.

### Endphase des Zweiten Weltkrieges
Mitte April 1945 besetzte die U.S. Army die jenseits der Elbe gelegenen Dörfer der Altmark. Bis 24. April gehörte Lütkenwisch und die südlich der Elbe gelegenen Orte des Wendlandes zum von der Wehrmacht verteidigten Brückenkopf Lenzen und war von den teils erbittert geführten und verlustreichen Kämpfen mit den Amerikanern betroffen. Die kampffähigen deutschen Verteidiger zogen sich nach Lenzen zurück, um von dort aus gegen die bereits aus dem Raum Berlin anrückende Rote Armee in Marsch gesetzt zu werden. In der Folgezeit versuchten von Tag zu Tag mehr Soldaten der in Auflösung befindlichen Wehrmacht, das amerikanisch besetzte Elbufer zu erreichen, um der gefürchteten sowjetischen Kriegsgefangenschaft zu entkommen. Östlich Lütkenwisch hatten die Amerikaner eine Fährstelle errichtet und fuhren Kriegsgefangene mit Motorbooten über die Elbe. Nachzügler versuchten das rettende Ufer schwimmend zu erreichen, es waren viele Todesopfer durch Ertrinken zu verzeichnen.
Am 2. Mai 1945 kurz nach 18:00 Uhr erreichten berittene Kosakeneinheiten der Roten Armee das Dorf und die Elbe. In den ersten Tagen nach der Besetzung litt die Zivilbevölkerung sehr unter der sowjetischen Soldateska. Die Elbe bildete von nun an die Demarkationslinie zur britischen Besatzungszone, Lütkenwisch lag in der Sowjetischen Besatzungszone.

### SED-Diktatur und Sozialismus
Nach Kriegsende schlossen sich in Lütkenwisch Bürger den demokratischen Parteien an, die Gemeindevertreter und der Bürgermeister wurde wieder demokratisch gewählt. Nach der von der sowjetischen Besatzungsmacht erzwungenen Zwangsvereinigung von SPD und KPD zur SED fanden sich die SPD-Mitglieder in der kommunistisch geprägten SED wieder, Widerstand oder Austritt war ein gefährliches Unterfangen, viele Vereinigungsgegner waren verhaftet worden und von sowjetischen Militärtribunalen verurteilt worden.
Mit Gesetz der Regierung der DDR vom 26. Mai 1952 wurde die Sperrzone beschlossen und durch Einsatzbefehl der Landesbehörde der Volkspolizei Brandenburg im Kreis Westprignitz umgesetzt. Lütkenwisch lag bis zur Wende 1989 in der Sperrzone im 500-m-Schutzstreifen. Der 10-m-Kontrollstreifen verlief elbseitig der Dorfstraße auf dem Deich.
Zur Einschüchterung der vorwiegend bäuerlichen Bevölkerung erfolgten Zwangsaussiedlungen, am 11. und 12. Juni 1952 „Aktion Ungeziefer“, im Kreis Westprignitz auch Aktion „D-Linie“, und 1961 „Aktion Kornblume“. Die DDR-Regierung ließ „politisch unzuverlässig“ eingeschätzte Familien zwangsweise von der innerdeutschen Grenze in das Landesinnere aussiedeln. Die Einschätzung der „politischen Unzuverlässigkeit“ erfolgte willkürlich, so dass von der Zwangsaussiedlung Menschen, die sich in irgendeiner Form negativ über den Staat geäußert hatten, erfasst wurden. Aus Lütkenwisch wurden 1952 vier Bauernfamilien in den Kreis Prenzlau in der Uckermark verschleppt und ihre Betriebe mit dem Ziel enteignet, den Aufbau der sozialistischen LPG voranzutreiben.
„Von der Ausweisungskommission des Kreises Westprignitz wurden 42 Familien und 14 Einzelpersonen mit insgesamt 164 Personen bestätigt und tatsächlich ausgewiesen. Weiter ist zu bemerken dass durch diese Aussiedlung 382,65 ha Land frei wurden.“
Zunächst wurden die vier Betriebe mit 98,68 ha landwirtschaftlicher Nutzfläche von einem Örtlichen Landwirtschaftsbetrieb ÖLB gemeinsam bewirtschaftet und nach der förmlichen Enteignung von Grund und Boden in die LPG eingebracht. Am 21. Januar 1953 wurde die LPG „Neues Leben“ Lütkenwisch Typ III von 12 Gründungsmitgliedern gegründet. Die neugegründete LPG Lütkenwisch war somit die erste LPG im Raum Lenzen, die sofort beide Produktionsrichtungen Ackerbau und Tierhaltung genossenschaftlich betrieb.
Auf Beschluss der Volksvertretung des Rates der Gemeinde vom 15. Januar 1969 wurde die Gemeinde Lütkenwisch zusammen mit dem Gemeindeteil Mittelhorst an die Gemeinde Lanz angegliedert. Dieser Beschluss trat am 1. April 1969 in Kraft.
Der im 500-Meter-Schutzstreifen liegende Ort Lütkenwisch verlor durch Repressalien des Grenzregimes der DDR bis zur Wende 1989 85 % seiner Bevölkerung, mehr als 40 Gebäude wurden abgerissen. Für 1992 war geplant, den Ort systematisch bis auf die Grundmauern zu schleifen.

### Nach der Wende
Nach dem Mauerfall kehrten viele ehemalige Dorfbewohner nach Lütkenwisch zurück. Der Wiederaufbau und die aufwendige Sanierung der heruntergewirtschafteten Gebäude prägen die schwierigen Jahre des Neubeginns.
Die Landwirtschaftsbetriebe der Familien Ziem und Ebel wurden wiedereingerichtet.
Das Cafe Jaap wurde im grundsanierten Haus des Bauernhofs Hubert Jaap, die Pension Jaap im grundsanierten Haus des Bauernhofes Robert Krug mit freiem Blick vom Elbdeich auf die Elblandschaft neu gegründet.

## Gedenkstein für die Grenzopfer der Elbe
Zwischen 1961 und 1989 bezahlten Dutzende DDR-Bürger den Fluchtversuch über den Elbabschnitt der innerdeutschen Grenze mit ihrem Leben. Beispielsweise wurde am 19. August 1974 bei Elbkilometer 472,2 elbaufwärts von Lütkenwisch der 21-jährigen Hans-Georg Lemme aus Groß Breese bei Wittenberge von einem Grenzboot der DDR überfahren und starb von Schiffsschrauben tödlich verletzt. Auf Initiative des Pfarrers Gottfried Winter setzte die Gemeinde Lanz für die beim Fluchtversuch über die Elbe getöteten Menschen ein Denkmal. Auf einem Feldstein sind eine Schiffsschraube und eine Inschriftentafel angebracht. 25 Jahre nach dem Tod Lemmes in der Nähe seines Todesorts errichtet, soll er an alle Grenztoten an der Elbe erinnern. Das Denkmal befindet sich elbseitig vor der Alten Schule Lütkenwisch bei der Einheitseiche. Die Inschrift lautet: „1999 / Den Grenzopfern / der Elbe / 1961–1989“.

## Wirtschaft und Infrastruktur

### Verkehr
Die motorbetriebene Autofähre stellt die Verbindung vom Ende der Bundesstraße 493 Uelzen Lüchow Schnackenburg, zur brandenburgischen L 121 von Lütkenwisch nach Lanz dar. Der rechtselbische Ast des Elberadwegs führt durch Lütkenwisch und die Fähre nach Schnackenburg ist die Verbindung zum linkselbischen Ast des Elberadwegs.

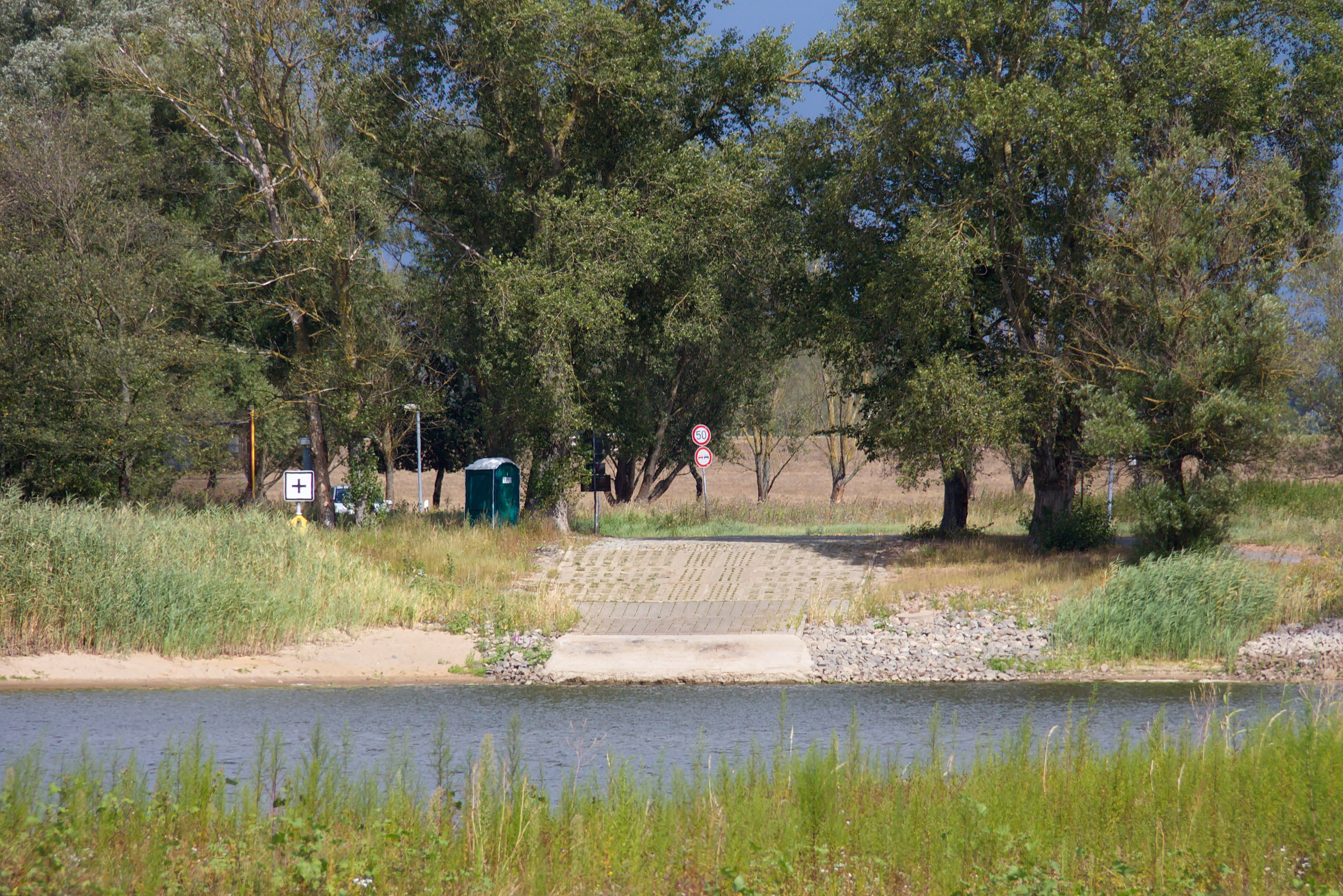
Fähranleger Lütkenwisch von Schnackenburg gesehen
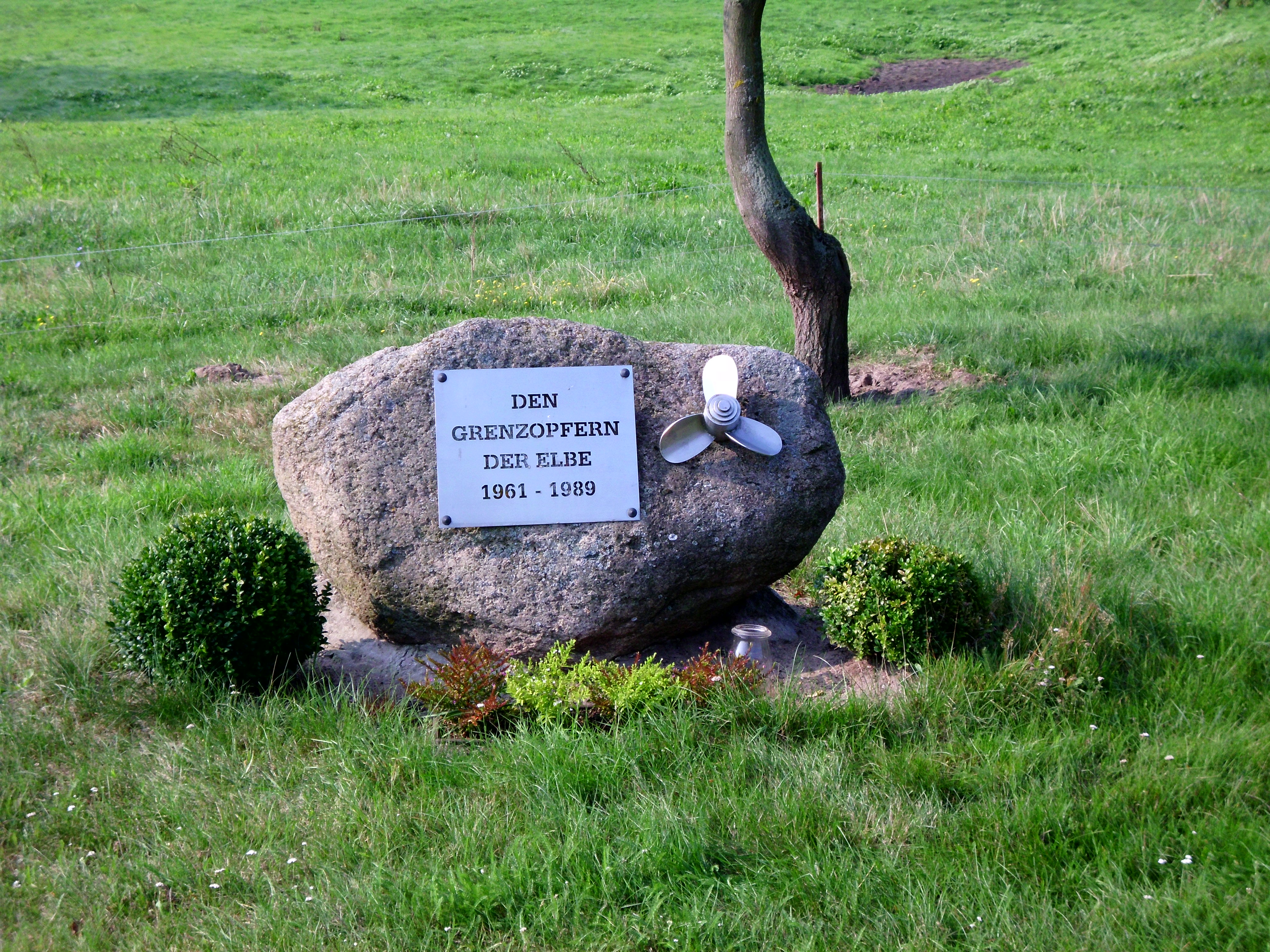
Gedenkstein zu Elbeopfern am Elberadweg